# 图形
图形在数学上可以依靠不同的附加结构而形成不同的门类，按附加结构的复杂程度，可以依次分述如下：
- 集合结构→点集拓扑（若附加离散集合则形成离散几何）
- 代数结构→组合拓扑（若附加分维结构则形成分形几何）
- 度量结构→度量几何（若附加第五公设则分化为欧氏和非欧氏几何）
- 微分结构→微分几何（若附加对易结构则分化为对易和非对易几何）